# Ligier JS7
Ligier JS7 — гоночный автомобиль Формулы-1, команды Ligier разработанный под руководством главного конструктора Жерара Дюкаружа, и участвовавший в Чемпионатах мира Формулы-1 1977 и 1978 годов.

## История
Конструкция шасси была основана на прошлогодней модели JS5, но имела ряд заметных внешних отличий. Идея переднего антикрыла была позаимствована у Ferrari 312T, а в длинных боковых понтонах, имевших округлую форму, непосредственно за передними колесами были расположены масляные радиаторы, позволявшие сместить вперед центр тяжести. Монокок был самой обычной конструкции для тех лет и практически не претерпел изменений, а новая модификация V-образного 12-цилиндрового двигателя Matra MS76 имела более компактные размеры, следствием чего стало изменение конструкции задней подвески.
Единственным гонщиком команды в сезоне 1977 года был француз Жак Лаффит. Начав сезон всего лишь с одним экземпляром шасси JS7, команда к третьему этапу построила вторую машину, предоставив своему пилоту выбор между болидами с разной базой и разными коробками передач (5- или 6-скоростными).
За рулём этого автомобиля Лаффит принёс команде Ligier первую победу в Формуле-1, выиграв драматичный Гран-при Швеции на трассе Андерсторп. Он же финишировал вторым в Голландии. Всего же Лаффит принёс команде в 1977 году 18 очков и восьмое место в зачёте Кубка конструкторов.
Несмотря на то, что летом появилось третье шасси, второй пилот стартовал за команду лишь один раз - на последнем этапе сезона в Японии, где за руль сел Жан-Пьер Жарье. С теми же машинами Ligier начала и следующий сезон, но потенциал мотора Matra был уже практически исчерпан, и надеяться на успех не приходилось. По ходу сезона появилась модернизированная версия JS7/9, которую позже сменила новая JS9.

## Результаты выступлений в гонках
| Год  | Команда | Двигатель          | Шины | Пилоты | 1   | 2    | 3    | 4   | 5   | 6   | 7    | 8   | 9   | 10  | 11   | 12   | 13  | 14  | 15  | 16   | 17   | Место | Очки |
| ---- | ------- | ------------------ | ---- | ------ | --- | ---- | ---- | --- | --- | --- | ---- | --- | --- | --- | ---- | ---- | --- | --- | --- | ---- | ---- | ----- | ---- |
| 1977 | JS7     | Matra MS76 3,0 V12 | G    |        | АРГ | БРА  | ЮАР  | СШЗ | ИСП | МОН | БЕЛ  | ШВЕ | ФРА | ВЕЛ | ГЕР  | АВТ  | НИД | ИТА | США | КАН  | ЯПО  | 8     | 18   |
| 1977 | JS7     | Matra MS76 3,0 V12 | G    | Лаффит | НКЛ | Сход | Сход | 9   | 7   | 7   | Сход | 1   | 8   | 6   | Сход | Сход | 2   | 8   | 7   | Сход | 5    | 8     | 18   |
| 1977 | JS7     | Matra MS76 3,0 V12 | G    | Жарье  |     |      |      |     |     |     |      |     |     |     |      |      |     |     |     |      | Сход | 8     | 18   |
| 1978 | JS7     | Matra MS76 3,0 V12 | G    |        | АРГ | БРА  | ЮАР  | СШЗ | МОН | БЕЛ | ИСП  | ШВЕ | ФРА | ВЕЛ | ГЕР  | АВТ  | НИД | ИТА | США | КАН  |      | 6     | 19   |
| 1978 | JS7     | Matra MS76 3,0 V12 | G    | Лаффит | 16  | 9    |      | 5   |     |     |      |     |     |     |      |      |     |     |     |      |      | 6     | 19   |
| 1978 | JS7/9   | Matra MS76 3,0 V12 | G    | Лаффит |     |      | 5    |     |     | 5   |      |     | 7   | 10  |      |      |     |     |     |      |      | 6     | 19   |

| Легенда к таблице |                                                                    |
| --- | ------------------------------------------------------------------ |
| В таблице перечислены результаты всех Гран-при Формулы-1, в которых использовался автомобиль. Строками таблицы являются сезоны, столбцами — этапы чемпионата мира. В каждой клетке указаны сокращённое название этапа и результат, дополнительно обозначенный цветом. Расшифровка обозначений и цветов представлена в нижеследующей таблице. |                                                                    |
| \| Пример \| Описание \| \| ------------ \| ------------------------------------------------------------------ \| \| 1 \| Победитель \| \| 2 \| Второе место \| \| 3 \| Третье место \| \| 5 \| Финишировал, заработав очки \| \| Сход \| Не финишировал, но при этом заработал очки \| \| 12 \| Финишировал, не получив очков \| \| НКЛ \| Финишировал, но не попал в финальную классификацию \| \| 15 \| Участвовал вне зачёта, либо по отдельной классификации \| \| 18 \| Не финишировал, но попал в финальную классификацию \| \| Сход \| Не финишировал \| \| НКВ \| Не прошёл квалификацию \| \| НПКВ \| Не прошёл предквалификацию \| \| ДСК \| Дисквалифицирован \| \| ИСК \| Исключён из протокола соревнований \| \| ТТ \| Заявлен для участия только в тренировках \| \| НС \| Участвовал в квалификации, но не стартовал в гонке \| \| Т \| Травмирован или болен \| \| ОТК \| Отказ от участия \| \| НТР \| Прибыл на соревнования, но на трассу не выезжал \| \| НПР \| Был заявлен в числе участников, но не прибыл к началу соревнований \| \| О \| Соревнования отменены \| \| \| Не участвовал \| \| Поул-позиция \| \| \| Быстрый круг \| \| |                                                                    |
| Пример | Описание                                                           |
| 1 | Победитель                                                         |
| 2 | Второе место                                                       |
| 3 | Третье место                                                       |
| 5 | Финишировал, заработав очки                                        |
| Сход | Не финишировал, но при этом заработал очки                         |
| 12 | Финишировал, не получив очков                                      |
| НКЛ | Финишировал, но не попал в финальную классификацию                 |
| 15 | Участвовал вне зачёта, либо по отдельной классификации             |
| 18 | Не финишировал, но попал в финальную классификацию                 |
| Сход | Не финишировал                                                     |
| НКВ | Не прошёл квалификацию                                             |
| НПКВ | Не прошёл предквалификацию                                         |
| ДСК | Дисквалифицирован                                                  |
| ИСК | Исключён из протокола соревнований                                 |
| ТТ | Заявлен для участия только в тренировках                           |
| НС | Участвовал в квалификации, но не стартовал в гонке                 |
| Т | Травмирован или болен                                              |
| ОТК | Отказ от участия                                                   |
| НТР | Прибыл на соревнования, но на трассу не выезжал                    |
| НПР | Был заявлен в числе участников, но не прибыл к началу соревнований |
| О | Соревнования отменены                                              |
| | Не участвовал                                                      |
| Поул-позиция |                                                                    |
| Быстрый круг |                                                                    |